# Chiesa e convento di San Francesco (Palestrina)
La chiesa di San Francesco è una chiesa di Palestrina situata, insieme all'attiguo convento francescano, nei pressi del quartiere dello "scacciato".

## Storia
L'attuale convento di San Francesco venne costruito nel XV secolo per ospitare il crescente nucleo di frati francescani che si erano stabiliti a Palestrina nel 1420. La costruzione della chiesa iniziò nel 1495 e la sua consacrazione risale al 1504. Nel '600, per volere di Urbano VIII Barberini, iniziarono i lavori di ampliamento e restauro del complesso; di questo periodo sono gli affreschi del chiostro. Dal 1638 al 1640 soggiornò nel convento San Carlo da Sezze.

## Descrizione
L'edificio presenta una navata unica non voltata, modello ricorrente nell'architettura francescana, con soffitto in cassettonato ligneo. A destra della navata sono collocate quattro cappelle comunicanti, guarnite da raffinate decorazioni in stucco e restaurate verso la fine dell'Ottocento. All'interno, sopra l'altare maggiore, si trova uno splendido polittico di Andrea Sabatini rappresentante la Madonna tra Sant'Agapito e San Francesco. Di notevole interesse sono anche le lapidi sepolcrali sulla parete sinistra. La facciata presentava in origine un ingresso porticato ed un rosone, entrambi eliminati nella ristrutturazione ottocentesca per creare ambienti aggiuntivi e per provvedere alla sistemazione dell'organo.

## Eventi
Il convento è sede, ogni anno nel periodo natalizio, della manifestazione Presepi nel chiostro, durante la quale il chiostro accoglie presepi di varie fogge.